# Lista de programas do Canal Panda
Esta é uma lista de programas exibidos pelo Canal Panda em Portugal.

## Séries exibidas atualmente
- Masha e o Urso (anteriormente na SIC, também na Netflix e no Panda+)
- As Histórias Espantosas da Masha (anteriormente na SIC e também na Netflix)
- Super Wings[1] (também no Panda+)
- Porquinha Peppa (anteriormente na RTP2 e também na Netflix, no Nick Jr., na Netflix e no HBO)
- Lobo[2]
- Super Monstrinhos[3] (também na Netflix)
- A Casa de Bonecas da Gabby[4] (também na Netflix)
- Masha e o Urso: Canções Infantis[5]
- Gus, o Cavaleiro Minorca[6] (anteriormente na RTP2)
- As Novas Aventuras do Ruca[7] (também no Panda+)
- Quantum Heroes Dinoster[8] (também na RTP2)
- Barbie: A Touch of Magic[9]  (também no Netflix)
- Hello Kitty: Em Grande Estilo[10] (também no Panda+)
- Masha e o Urso - Curtas (também no Panda+)
- Pipo e Posi[11] (também no Panda+)
- Simão[12] (também no JimJam, na Netflix e no Panda+)
- Ruca 3D[13] (também no Panda+)
- Pocoyo (anteriormente no 2:/RTP2 [só as primeiras 2 temporadas] e também no Filmin, na Netflix, no HBO Max/Max, na Apple TV+, no Disney+ e no Panda+)
- Builder Brothers Dream Factory[14]  (também no Panda+)
- Super Sema[15]
- O Principezinho e os Seus Amigos[16] (também no Panda+)
- Jonny Jetboy[17] (também no Panda+)
- Superthings: Rivals Of Kaboom - Kazoom Power[18]
- Patrulha Pata[19] (também no Nickelodeon, no Nick Jr., na Netflix, na HBO Portugal, na Amazon Prime Video, no Nick+ no Noggin e no SkyShowtime)
- Praia Canguru[20] (também no Panda+)
- A Magia das Sereias[21] (também na Netflix)

## Concursos
- Código Panda[22]
- Caderneta do Panda[23]

## Programas de produção própria
- Panda Sports
- Panda ao Vivo
- Panda Mix
- Panda Sports
- Panda Cozinha
- Panda Atelier
- Panda Viagens
- Panda Jardineiro
- Panda Viagens
- Família Panda
- Bairro do Panda[24]
- Panda e os Amigos[25]
- Escola do Panda[26] (também no Panda+)
- Pandamania[27]
- Palavra da Semana[28] (também no Panda+)
- Ilha do Panda[29]
- Panda e os Super Vets[30] (também no Panda+)

## Minisséries
Existem também minisséries que são mostradas quando há mudanças de uma série para outra:
- As Três Irmãs Bebés Aprendem Inglês
- Pattle, o Carro-Patrulha
- Hugo e Egon
- Jimbo
- Pet Parade
- Bernard (também no Biggs e agora no Panda Kids)
- Bucha e Estica
- Videoclipes
- Boom & Reds
- Gazoon (também no JimJam)
- A Escolinha do Figo
- Lifeboat Luke
- As Aventuras do Max (também na RTP2, SIC e SIC K)
- Uki
- Story Box
- O Verdocas e o Desporto
- Lua
- O Planeta do Verdocas
- Minúsculo (anteriormente no Disney Channel e também na RTP2)
- Renada (anteriormente na RTP1)
- Sunny Bunnies (também no Disney Junior)
- Onde está Chicky?

## Séries de animação que foram exibidas anteriormente
- A Abelha Maia (também no Nickelodeon e na RTP2)
- Wicked! The Appleman
- ReBoot
- Maisy (também na TVI)
- Saber Rider (anteriormente na RTP2 e na TVI)
- Battle B-Daman (também na TVI)
- Pigmaleão
- Doraemon (anteriormente na RTP1 e RTP2 e também no Panda Biggs, Cartoon Network e Boomerang)
- Fancy Lala
- Os Cavaleiros de Mon Colle (anteriormente na SIC)
- O Pequeno Vampiro
- Bonar (também na RTP2)
- Angela Anaconda (também na RTP2)
- Blinky Bill (também na RTP2)
- Escaflowne (anteriormente na SIC Radical)
- Kiteretsu (também no Panda Biggs)
- Ninja Hattori
- Magical Doremi (também no 2: [só a 1.ª temporada] e no Panda Biggs [só a 3.ª temporada])
- Os Digimon (anteriormente na TVI e na SIC)
- Digimon Zero Dois (anteriormente na SIC)
- Digimon Três (anteriormente na SIC e também no Panda Biggs)
- Digimon Fronteira (anteriormente na SIC e também no Panda Biggs)
- Digimon Protectores de Dados
- A Navegante da Lua (anteriormente na SIC e na TVI)
- Voltron (anteriormente na TVI)
- Voltron 3D (anteriormente na RTP2)
- Lupo Alberto (anteriormente na RTP2 como Lobo Alberto)
- Denver (anteriormente no Canal 1)
- Widget (anteriormente no Canal 1)
- As Aventuras Fantásticas de Sooty
- Tintim (também na RTP2 e SIC K)
- Inspector Fabre (também no 2:)
- As Aventuras de Matt
- Tartarugas Ninja (anteriormente no Canal 1, na SIC e também no Biggs)
- O Mundo Fantástico de Stacy e Bradley (anteriormente na RTP1 e na RTP2 como Deixa-te Estar)
- Clube Winx (anteriormente na RTP2 e também na TVI, SIC, Nickelodeon, Netflix e Panda+)
- Mew Mew Power (também na SIC como Tokyo Mew Mew)
- Lady Oscar
- Garfield (anteriormente no Canal 1 e na RTP2/2:)
- Maia & Miguel (anteriormente na RTP2)
- Jacob Dois Dois
- Dex Hamilton
- Capitão Flamingo
- Inspector Gadget (anteriormente no Canal 1 e na SIC e também no KidsCo e na SIC K)
- Onda e Concha
- Dim Dam Doum, os pequenos Doudou
- Fatom Cat
- Os Monstros do Mário (anteriormente na RTP2)
- A Avó Detective (anteriormente na RTP2)
- Defensores de Di-Gata
- Princesa Sheherazade (anteriormente na RTP1 e na RTP2 e também na SIC K)
- Dartacão e os Três Moscãoteiros (anteriormente no Canal 1, na TVI, no Disney Channel e no Disney Cinemagic)
- Beyblade (anteriormente na TVI e também no Panda Biggs)
- Flipper e Lopaka (também na RTP2)
- Gadget e os Gadgetinis (anteriormente na SIC)
- Os Meus Padrinhos são Mágicos (anteriormente na TVI e também no Nickelodeon como Os Padrinhos Mágicos)
- KochiKame: A Louca Academia de Polícia (também no AXN, no Animax e no Panda Biggs/Biggs)
- Os Irmãos Coala (também na RTP2)
- Mirmo (também na SIC)
- Dinosaur King (anteriormente na TVI e no Panda Biggs)
- Lola e Virginia (também na RTP2 e no Nickelodeon)
- Mix Masters
- Minky Momo
- Will e Dewitt
- Wow Wow Wubbzy (também na RTP2)
- Babar e as Aventuras de Badou
- Franklin e Amigos
- Mãe Mirabelle (anteriormente na RTP2)
- Duel Masters (anteriormente na TVI)
- Sonic Underground (anteriormente na TVI e também no KidsCo e na Netflix)
- O Quarteto Fantástico[31] (também no Panda Biggs)
- Estrelas dos Céus (anteriormente na SIC e também na SIC K)
- Classe de Titãs (também no Panda Biggs)
- Peanuts (também no Panda Biggs e na RTP2)
- Sakura, a Caçadora de Cartas (anteriormente na RTP1, RTP2 e também no Panda Biggs e na Netflix)
- Guerreiras Mágicas de Rayearth
- Detectives Clamp
- Let's & Go
- Universo Perdido (anteriormente na RTP1 e na RTP2)
- Fushigi Yuugi - O Jogo Misterioso
- As Aventuras de Ian (anteriormente na RTP2 como Vida de João e também no Panda Biggs)
- Transformers (anteriormente na TVI e também no Panda Biggs)
- Sargento Keroro (também no Panda Biggs)
- Air Gear (também no Panda Biggs e no Animax)
- Ava, Riko e Teo (também na RTP2)
- My Melody
- Mermaid Melody
- Mermaid Melody Pure (2.ª temporada) (também no Panda Biggs)
- Falcões Relâmpago (também no Panda Biggs)
- Rua do Zoo 64 (anteriormente no 2: e também no Disney Channel e no Disney Junior)
- Harry e o Balde de Dinossauros (anteriormente na RTP2 e agora no JimJam)
- O País dos Ozie Boo (também na RTP2)
- SamSam (também no Panda+)
- Cliff Hanger
- Os Incríveis Mistérios de Ripley (anteriormente na RTP2)
- Miúda Atómica (anteriormente no 2: e também no Disney Channel)
- O Jardim dos Amigos (anteriormente no 2:)
- Ursinhos Carinhosos
- Martim Manhã (1ª, 2ª e 4ª temporadas) (também na RTP2 [só as primeiras 2 temporadas])
- Madeline (anteriormente na RTP2 como Madalena e também no KidsCo)
- Os Pézinhos Mágicos da Franny (também na RTP2)
- Starla e as Jóias Encantadas (anteriormente na SIC e também no Panda Biggs)
- Rato do Campo e Rato da Cidade (anteriormente na RTP)
- As Princesas Gémeas do Planeta Maravilha
- Bruno
- Blanche
- Fifi e as Florzinhas (também no JimJam)
- Docinho de Morango (anteriormente na SIC e no KidsCo e agora no JimJam)
- O Mundo das Palavras (também na RTP2)
- Adivinha?
- Super Why!
- Maryoko
- Cubix (anteriormente na SIC e no Panda Biggs)
- Gawayn (também na RTP2, na RTP1 e no Biggs [2.ª temporada])
- Zakumi
- O Mundo de Henrique
- O Pequeno Nicolas
- Os Ozie Boo Ajudam o Planeta
- Geronimo Stilton (anteriormente na RTP2)
- Assombrosa Ruby (também na RTP2)
- As Três Irmãs (também na SIC e Disney Channel)
- Ema & Gui (também na RTP2, na RTP1 e na RTP Memória)
- Pandas Galáticos
- Cães Vadios
- Ficheiros Secretos de Espionagem Canina
- A Ladra Meimi
- As Vacas da Quinta
- Freaky Stories
- O Gato Isidoro (anteriormente na TVI como Heathcliff e também no KidsCo)
- Sorriso Metálico (anteriormente no 2: e também no Biggs)
- Franklin (anteriormente na RTP1)
- A Carrinha Mágica (anteriormente na TV2)
- Medabots (anteriormente na RTP1, na RTP2 e também no KidsCo)
- As Aventuras do Royal
- Kaleido Star (dobrado na versão brasileira)
- Mr. Bogus (anteriormente no Canal 1 como Sr. Bogus)
- Robinson Sucroé (anteriormente na RTP2)
- Dibo, o Dragão dos Presentes
- Ruca (anteriormente no 2:/RTP2 e também no Panda+)
- Caçadores de Dragões (também na RTP2)
- Dream Team
- O Meu Pai é Uma Estrela de Rock
- Pop Pixie (também na TVI)
- Os Davincibles (também na SIC K)
- Bunny Maloney
- Peixe Arco-íris
- Tara Duncan
- Megaman (anteriormente na SIC)
- Tinoni: O Carro Bombeiro
- O Carteiro Paulo (anteriormente no 2:/RTP2)
- Descobrir com o Jess (também no JimJam como Descobre com o Jess)
- Lunar Jim (anteriormente na RTP2)
- Mecanimais
- Gombby (anteriormente na RTP2 e também no JimJam)
- O Comboio dos Dinossauros (anteriormente na RTP2 e também no Panda+)
- Contos de Tinga Tinga
- Olly, o Submarino
- Zevo 3
- Caça Raposas
- A Brigada Voadora
- Comandante Clark
- Lou! (anteriormente na RTP2)
- My Little Pony: A Amizade é Mágica (também no JimJam [só as primeiras 2 temporadas], na Netflix [só as primeiras 5 temporadas] e no Panda+ [7ª temporada])
- As Aventuras de Chuck & Friends (também no HBO e na Netlfix e no JimJam)
- Tudo é Rosie (também na RTP1 e RTP2)
- Os Amigos do Bill (também na TVI como A Cidade dos Patos)
- Idaten Jump
- Billy, o Gato
- Twipsy (anteriormente no 2:)
- Poochini (anteriormente na 2: como Pirolas e na KidsCo)
- Code Lyoko (também no Panda Biggs e no HBO)
- O Porão Mágico
- Baby Looney Tunes (anteriormente na RTP2 e agora no Boomerang)
- Scan2Go
- Huntik (também no Panda Biggs)
- A Ovelha Choné (anteriormente na RTP2, no Disney Channel, no Nickelodeon e na RTP Açores e também na Netflix)
- O Pequeno George
- Chuggington (também no JimJam)
- Nina Patalo
- O Carrossel Mágico (anteriormente na RTP2)
- Os Contos de Tatonka
- Basquete com Tony Parker / Basketeers (também no Biggs e também na SIC K como Os Rookies do Cesto)
- Hamtaro (anteriormente na SIC)
- Lucky Fred (também no Nickeldeon)
- 3-2-1 Pinguins!
- Anita
- Esquadrão da Monstromática
- Olivia (também na RTP2)
- Os Mini Justiceiros (também na RTP2)
- As Espias (anteriormente na RTP1, na RTP2 e no Disney Channel)
- Gormiti (anteriormente na SIC e na SIC K)
- Docinho de Morango 3D (também no JimJam como Docinho de Morango - Aventura na Cidade dos Morangos)
- Os Contos da Mila (agora na RTP1 e também na RTP2 como Emília, a Contadora de Histórias)
- Kilari
- Hover Champs
- Manon (também na RTP2)
- Os Fixies
- Os Piratas e as suas Aventuras Coloridas
- Princesinha (agora na RTP2)
- Os Podcats
- As Misteriosas Cidades do Ouro
- Zazie & Max
- 1001 Noites
- Ciber-Heróis (anteriormente no 2: e também no KidsCo como Aventuras no Ciberespaço)
- Vila Moleza (anteriormente na RTP2 e também no Boomerang)
- Ned e Fred (também na RTP2 como Aeroporto da Barafunda)
- Animaloucos
- Jewel Pets
- Jewel Pets Twinkle
- Jewel Pets Sunshine
- Jewel Pets Kira Deco
- Jewel Pets Happiness
- Lady Jewelpet
- Thomas e os Seus Amigos (também no JimJam e RTP2)
- Dinofroz
- Brinken
- Angelina Bailerina[32] (também na RTP2 e no JimJam)
- Planeta Cosmo[33]
- Ella, a Elefanta[34]
- Heidi 3D (também na Netflix e no Panda+)
- Sendokai Champions
- Robots Invasores[35]
- Mike, o Cavaleiro (também na RTP1 e RTP2)
- Missão: Ao Resgate da Selva (também na RTP2)
- O Armário da Clara[36]
- Lalaloopsy
- Daniel Tigre (também na RTP2)
- Dora, a Exploradora (5.ª, 6.ª, 7ª. e 8.ª temporada) (anteriormente no Nickelodeon, na RTP2 e também na TVI e no Nick Jr.)
- Os Mistérios de Alfredo Ouriço[37] (anteriormente na RTP2)
- Os Mini Poderosos[38]
- O Clube dos Engenhocas[39]
- Os Drakers[40]
- As Aventuras de Max: Atlantos (também na SIC K e no Panda+)
- Sid Ciência (também na RTP2)
- Dora e Amigos na Cidade (1ª e 2ª temporada)
- A Hora do Timmy (também no Disney Junior, RTP2 e JimJam)
- Tree Fu Tom[41]
- Nadja
- Yoohoo e Amigos (também na RTP2)
- O Tritão de Ned
- O Rancho[42]
- Os Doozers
- Operação Natal[43]
- Ursinhos Carinhosos e seus Primos[44] (também na Netflix)
- Bing![45] (também na RTP2 e no JimJam)
- Sammy & Co[46]
- Histórias do Tigre Percy[47]
- O Livro da Selva (anteriormente no Disney Channel e no Disney Junior)
- Um Amigo de Peso
- A Magia da Miss Moon[48]
- Simsala Grimm / Era Uma Vez os Irmãos Grimm[49] (anteriormente na RTP1 como Contos de Grimm)
- A Vida de Galinha
- Bob, o Construtor (17.ª, 19.ª e 20ª. temporada [também no JimJam])
- Digby, o Dragão[50]
- Os Contos de Masha (anteriormente na SIC)
- Lolirock
- O Carteiro Paulo - Serviços de Entrega Especial (também no JimJam)
- Bombeiro Sam[51] (também no JimJam e no Panda+)
- Little People (CGI)
- Pat e Stan[52]
- Os Super 4
- Campeões: Oliver e Benji (anteriormente na SIC, também na RTP2 e RTP1 e agora no Panda Kids [só a série Road to 2002])
- Blaze e as Monster Machines (também no Nick Jr.)
- O Carrinho Poli (2ª temporada) / Robocar Poli (1ª temporada) (anteriormente na RTP2 e também no JimJam, na Netflix [1ª temporada] e no Panda+)
- Wissper[53] (agora na RTP2)
- As Crónicas de Zorro[54]
- Os Cinco: Em Ação (anteriormente no Disney Channel, na RTP2 e no Disney Cinemagic)
- Vickie, o Viking 3D (também no Nickelodeon e na RTP2)
- Sissi, a Jovem Imperatriz[55] (também no Panda+)
- Shimmer e Shine (agora no Nick Jr.)
- Ranger Rob
- Loopdidoo[56] (anteriormente na MOV)
- O Rato Renato[57] (anteriormente na RTP2 e também no Panda+)
- Yoko e os Amigos
- Cleo e Cuquin[58]
- Lilybuds[59]
- Os Floogals[60]
- O Mundo de Todd (anteriormente na RTP2)
- Viva o Rei Juliano (também na Netflix e agora na TVI)
- Os Mundos de Mia (também na TVI e no Panda Kids)
- Robin dos Bosques - Travessuras em Sherwood (também na RTP2 e no Panda Kids)
- Monchhichi[61] (também no JimJam)
- Kate e Mim-Mim (também no JimJam)
- Rainbow Ruby (anteriormente na SIC)
- Rusty Rivets[62] (também no Nick Jr.)
- O Coelho Júlio[63] (também na RTP2)
- Nutri Ventures: Em Busca dos 7 Reinos (anteriormente na RTP2)
- Justin, o Aventureiro[64]
- Safari, O Livro da Selva[65]
- A História do Pedrito Coelho
- Roger, o Ranger do Espaço[66]
- Peter Pan, Novas Aventuras (anteriormente na SIC e SIC K como As Novas Aventuras de Peter Pan)
- Dot[67] (também no JimJam)
- Kody Kapow[68] (anteriormente na RTP2)
- Polly Pocket
- Luo Bao Bei[69] (também na Netflix)
- As Aventuras de Blinky Bill (anteriormente na RTP2 como Blinky Bill)
- Ollie & Moon Show (anteriormente na RTP2 como Ollie & Moon e também na Netflix)
- Coco, o Pequeno Dragão[70]
- Os Polos[71]
- YooHoo ao Resgate[72] (também na Netflix)
- Os Contos da Masha (anteriormente na SIC e também na Netflix)
- Barbie Dreamhouse Adventures (também na Netflix)
- Hey Duggee
- Trolls: O Ritmo Continua![73] (também na Netflix)
- Robot Trains[74]
- Esme e Roy[75] (também no Panda+)
- Megaman[76] (também no Panda+)
- Rev & Roll[77]
- Molang (também na RTP2 e na Netflix)
- Kazoops[78] (também na Netflix)
- Onde Está o Wally?[79]
- Masha e o Urso: As Canções da Masha
- Powerbirds[80]
- O Cão Adora Livros[81]
- Ursinhos Carinhosos - Liberta a Magia[82] (também no Panda+)
- Enchantimals - Contos de Everwilde[83]
- Topo Gigio (também no Panda+)
- Noddy, o Detetive do País dos Brinquedos[84]  (também na Netflix)
- Vera e o Reino do Arco-Íris (também na Netflix)
- Ricky Zoom[85]
- As Lendas de Spark[86]
- Norman Pickelstripes[87]
- Pikwik Pack[88]
- Pinóquio e os seus amigos[89]
- Dragões: Pilotos de Resgate[90] (também na Netflix)
- Dragões: Pilotos de Resgate - Heróis do Céu[91]
- Vamos, Cães. Vamos! (também na Netflix)
- Mecha Builders[92] (também no Panda+)
- Guerreiras do Arco-Íris[93] (também no Panda+)
- Spirit: Espírito Livre[94] (também na Netflix)
- Madagáscar: Pequenos Selvagens
- Ayuma Adventures[95]/Adventures of Ayuma[96]
- Barbie: It Takes Two[97] (também na Netflix)
- Dino Ranch (também no Panda+)
- Petronix Defenders[98]
- Trollstopia
- Kid Lucky[99] (também na RTP2)
- Abominável e a Cidade Invisível[100]
- Novelmore[101]

### Sérieslive-actionque foram emitidas
- Les Intrépides
- A Rapariga dos Mares
- Feiticeiros
- As Aventuras de Shirley Holmes
- A Ilha de Circe
- Campo de Férias
- A Vida Dupla de Eddie McDowd (anteriormente na TVI como Um Cãozinho Chamado Eddie)
- Que Vida a Minha!
- Dino Dan
- Code Lyoko Evolution (também no Biggs)

## Programas antigos e as suas datas de exibição no canal
| #  | Nome                                     | Data de Exibição Original                                               |
| -- | ---------------------------------------- | ----------------------------------------------------------------------- |
| 1  | A Ladra Meimi                            | 1 de março de 2006 - Fevereiro de 2007                                  |
| 2  | As Aventuras de Olliver                  | 2006                                                                    |
| 3  | Abram Alas para o Noddy                  | 2006-2008                                                               |
| 4  | Budgie O Pequeno Helicóptero             | 1 de abril de 2006 - 30 de setembro de 2006                             |
| 5  | Campeões - Oliver & Benji                | 2006 - Junho de 2008; 16 de junho de 2014 - 31 de outubro de 2018       |
| 6  | Couvinha                                 | 1 de janeiro de 2007 - 31 de março de 2007                              |
| 7  | Kaleido Star                             | 1 de janeiro de 2007 - Dezembro de 2007                                 |
| 8  | As Aventuras de Pandatelier              | 2010-2012                                                               |
| 9  | Miúdos Do Resgate                        | 1 de setembro de 2006 - 31 de março de 2007                             |
| 10 | Digimon III - Digimon Tamers             | 1 de dezembro de 2005 - 31 de dezembro de 2006                          |
| 11 | Scruff                                   | 1 de agosto de 2005 - 31 de agosto de 2006                              |
| 12 | Nadja                                    | 1 de setembro de 2005 - 31 de agosto de 2006; 18 de maio de 2015 - 2016 |
| 13 | A Pedra Dos Sonhos                       | 1 de janeiro de 2006 - 31 de dezembro de 2006                           |
| 14 | O Meu Pai É Uma Estrela De Rock          | 1 de agosto de 2007 - 31 de maio de 2008                                |
| 15 | Mirmo!                                   | 1 de outubro de 2007 - 30 de setembro de 2008                           |
| 16 | Denver, o Último Dinossauro              | 2001, 1 de abril de 2007 - 31 de janeiro de 2008                        |
| 17 | Pandadoc                                 | 1 de janeiro de 2007 - 31 de maio de 2009                               |
| 18 | Dino Dan                                 | 1 de setembro de 2011 - 30 de junho de 2012                             |
| 19 | O Comboio dos Dinossauros                | 1 de abril de 2012 - 30 de junho de 2015 regressado em 2018             |
| 20 | O Mundo Fantástico De Stacy E Bradley    | 1 de fevereiro de 2006 - 31 de março de 2007                            |
| 21 | Kiteretsu                                | 1 de junho de 2006 - 31 de maio de 2009                                 |
| 22 | A Lenda do Tesouro                       | 1 de novembro de 2006 - 31 de janeiro de 2007                           |
| 23 | Os Meus Padrinhos São Mágicos III        | 1 de novembro de 2006 - 31 de maio de 2007                              |
| 24 | Rua Do Zoo 64                            | 1 de fevereiro de 2007 - 31 de dezembro de 2007                         |
| 25 | George E Martha                          | 1 de fevereiro de 2007 - 30 de junho de 2007                            |
| 26 | Franklin                                 | 1 de junho de 2002 - 30 de setembro de 2002                             |
| 27 | Franklin e Amigos                        | 1 de janeiro de 2012 - 30 de junho de 2012                              |
| 28 | O Jardim dos Amigos                      | 1 de agosto de 2006 - 28 de fevereiro de 2007                           |
| 29 | Harry e o Balde de Dinossauros           | Janeiro de 2007; 1 de junho de 2007 - 31 de agosto de 2008              |
| 30 | Sonic Underground                        | 1 de janeiro de 2008 - 28 de dezembro de 2008                           |
| 31 | Carrinha Mágica                          | 1 de setembro de 2003 - 31 de outubro de 2007                           |
| 32 | Historinhas de Dragões                   | 1 de abril de 2005 - 30 de junho de 2006                                |
| 33 | Anatole                                  | 1 de outubro de 2003 - 30 de março de 2004                              |
| 34 | Jason e os Heróis do Monte Olimpo        | 1 de janeiro de 2004 - 31 de maio de 2004                               |
| 35 | Sakura                                   | 1 de janeiro de 2004 - Janeiro de 2006                                  |
| 36 | KochiKame: A Louca Academia de Polícia   | 1 de setembro de 2005 - 31 de agosto de 2007                            |
| 37 | Gadget e os Gadgetinis                   | 23 de dezembro de 2003 - Novembro de 2004                               |
| 38 | Lunar Jim                                | 1 de junho de 2011 - 28 de fevereiro de 2012                            |
| 39 | Inspector Fabre                          | 1 de setembro de 2003 - 31 de dezembro de 2003                          |
| 40 | Vila Moleza                              | 1 de setembro de 2009 - 30 de junho de 2015                             |
| 41 | Fancy Lala                               | 1 de outubro de 2003 - 30 de setembro de 2004                           |
| 42 | Little People                            | 1 de março de 2007 - 30 de setembro de 2007                             |
| 43 | Medabots                                 | 1 de outubro de 2002 - 31 de dezembro de 2003                           |
| 44 | As Aventuras De Sooty                    | 1 de agosto de 2003 - 31 de outubro de 2003                             |
| 45 | Madeline                                 | 1 de março de 2005 - 31 de maio de 2005                                 |
| 46 | Contos Fantásticos                       | 1 de setembro de 2003 - 31 de dezembro de 2003                          |
| 47 | Os Guardiões De Histórias                | 1 de setembro de 2003 - 31 de outubro de 2003                           |
| 48 | O Agente Dragão Salvagem                 | 1 de abril de 2003 - 31 de outubro de 2003                              |
| 49 | Noddy no País dos Brinquedos             | 1 de janeiro de 2011 - 30 de junho de 2013                              |
| 50 | O Mundo dos Vikings                      | 1 de abril de 2003 - 31 de julho de 2003                                |
| 51 | Garfield                                 | 1 de janeiro de 2003 - 30 de novembro de 2003                           |
| 52 | Santo Bugito                             | 1 de março de 2003 - 31 de maio de 2003                                 |
| 53 | Pocahontas                               | 1 de dezembro de 2002 - 30 de abril de 2003                             |
| 54 | Mãe Aranha                               | 1 de junho de 2006 - 31 de maio de 2007                                 |
| 55 | Os Irmãos Coala                          | 1 de outubro de 2008 - 31 de março de 2010                              |
| 56 | Voltron 3D                               | 1 de novembro de 2002 - 31 de janeiro de 2003                           |
| 57 | Mighty Max                               | 1 de fevereiro de 2002 - 31 de dezembro de 2002                         |
| 58 | Super Campeões                           | 1 de abril de 2002 - 28 de fevereiro de 2003                            |
| 59 | Norman Normal                            | 1 de dezembro de 2002 - 28 de fevereiro de 2012                         |
| 60 | As Aventuras de Fantomette               | 1 de julho de 2002 - 30 de setembro de 2002                             |
| 61 | Cliff Hanger                             | 1 de agosto de 2002 - 28 de fevereiro de 2003                           |
| 62 | Aérosurfers                              | 1 de abril de 2002 - 30 de novembro de 2002                             |
| 63 | A História Interminável                  | 1 de julho de 2002 - 31 de outubro de 2002                              |
| 64 | Sid Ciência                              | 1 de julho de 2009 - 30 de setembro de 2016                             |
| 65 | Sam & Max                                | 1 de maio de 2002 - 31 de julho de 2002                                 |
| 66 | Os Intrépidos                            | 1 de março de 2002 - 30 de junho de 2002                                |
| 67 | O Mundo de Todd                          | 1 de fevereiro de 2007 - 30 de setembro de 2007                         |
| 68 | Lupo Alberto                             | 1 de maio de 2002 - 30 de outubro de 2002                               |
| 69 | Energize                                 | 4 de março de 2013 - 31 de dezembro de 2015                             |
| 70 | Um Mundo Bem Grandão                     | 28 de maio de 2007 - 30 de dezembro de 2011                             |
| 71 | Will e Dewitt                            | 22 de setembro de 2008 - 1 de maio de 2009                              |
| 72 | Wow! Wow! Wubbzy!                        | 8 de outubro de 2007 - 8 de maio de 2015                                |
| 73 | Mecanimais                               | 19 de janeiro de 2009 - 28 de dezembro de 2012                          |
| 74 | Boo!                                     | 5 de janeiro de 2004 - 3 de janeiro de 2010                             |
| 75 | Os Piratas e as suas Aventuras Coloridas | 2012-2013                                                               |
| 76 | Mew Mew Power                            | 1 de dezembro de 2006 - Janeiro de 2008                                 |
| 77 | Magical Doremi                           | 5 de dezembro de 2004 - 2006; 2010 - 2011                               |
| 78 | Mermaid Melody                           | 20 de dezembro de 2008 - 30 de novembro de 2009                         |
| 79 | Mack & Moxy                              | 20 de setembro de 2018 - 30 de setembro de 2020                         |
| 80 | O Quarteto Fantástico                    | 4 de outubro de 2008 - 29 de junho de 2009                              |